# Passy-sur-Seine
Passy-sur-Seine ist eine französische Gemeinde mit 46 Einwohnern (Stand 1. Januar 2022) im Département Seine-et-Marne in der Region Île-de-France. Sie gehört zum Arrondissement Provins und zum Kanton Provins. Die Einwohner nennen sich Passytois.

## Geschichte
Passy-sur-Seine, die kleinste Gemeinde im Département Seine-et-Marne, wird im 11. Jahrhundert erstmals urkundlich überliefert. Jean IV. de Veelu errichtete im 16. Jahrhundert ein Schloss im Ort, von dem noch Teile erhalten sind. Seine Nachkommen besaßen bis zum 18. Jahrhundert die Grundherrschaft im Ort.

## Bevölkerungsentwicklung
| Jahr      | 1962 | 1968 | 1975 | 1982 | 1990 | 1999 | 2007 | 2019 |
| Einwohner | 43   | 31   | 24   | 39   | 31   | 34   | 40   | 45   |

## Sehenswürdigkeiten
- Kirche Saint-Quentin, erbaut nach dem 12. Jahrhundert (siehe auch: Liste der Monuments historiques in Passy-sur-Seine)